# Erik Kuld Jensen
Erik Kuld Jensen (10. juni 1925 – 14. april 2004) var en dansk fodboldspiller og -træner. Har spillet fire A-landskampe. I 1948 var Erik Kuld Jensen med i truppen, da landsholdet ved OL i London vandt bronzemedaljer. Jensen fik dog ikke spilletid eller medalje i turneringen.
Erik Kuld Jensen vandt DM-sølv med AGF i 1945 og bronze i 1948 og 1949 inden han i 1950 blev professionel i Lille på et tidspunkt, hvor udlandsophold betød udelukkelse fra landsholdet. Han var den første spiller fra AGF, der skiftede til en udenlandsk klub.
I sin første sæson i Lille blev han fransk vice-mester. Lille blev den sæson kun overgået af OGC Nice i tabellen på bedre målscore. I 1953 vandt han den franske pokalturnering med Lille. I 1956 var han med i finalen i samme turnering for AS Troyes.
Erik Kuld Jensen blev siden træner for Frederikshavn fI. Den nordjyske klub blev som oprykker nr. fem i 1. division i sæsonen 1960 og nr. otte året efter. I 1967 overtog han cheftrænerposten i AGF, men i sæsonen 1968 rykker AGF ned allerede seks runder før slut efter d. 15. september 1968 at have tabt 0-9 på udebane til KB – det største nederlag nogensinde i klubbens historie.

AGFs bestyrelse fritager tre dage senere Erik Kuld Jensen for trænerjobbet og erstatter ham med Kaj Christensen. Den første reelle trænerfyring i klubbens historie.